# 天然王子の宝石箱
『天然王子の宝石箱』（てんねんおうじのほうせきばこ）は、木々による日本の漫画作品。『ミステリーボニータ』（秋田書店）にて、2009年6月号より連載中。

## あらすじ
高校1年生の美空つばめは16歳の誕生日に見知らぬ老人にプレゼントを渡される。持ち帰り、中を開けてみるとパールのピアスが入っていた。見覚えの無いものだったので翌日に交番に届け返却を考えるが、その刹那ピアスが宙を舞いつばめの耳に自ら刺さって来てパラとパルと名乗るピアスの精霊が現れる。パラとパルはつばめが選ばれた貴石の王子であると話す。後日同じ『側近』のピアスと精霊の力を見る力を持つ花園彩音という同級生の女子と出会い事態は急変していくのであった。

## 書誌情報
- 木々 『天然王子の宝石箱』 秋田書店 全5巻
  1. 2010年3月16日発売、ISBN 978-4-253-10574-3
  2. 2011年5月16日発売、ISBN 978-4-253-10575-0
  3. 2012年5月16日発売、ISBN 978-4-253-10578-1
  4. 2012年9月14日発売、ISBN 978-4-253-10587-3
  5. 2013年2月15日発売、ISBN 978-4-253-10588-0